# Dyschoriste mcvaughii
Dyschoriste mcvaughii är en akantusväxtart som beskrevs av T.F. Daniel. Dyschoriste mcvaughii ingår i släktet Dyschoriste och familjen akantusväxter. Inga underarter finns listade i Catalogue of Life.